# Old Vic
Het Old Vic is een theater in Londen en ook de naam van een theatergezelschap dat verbonden is aan het theater. Het in 1963 opgerichte theatergezelschap werd later de Royal National Theatre en verhuisde in 1976 naar de South Bank, maar aan The Old Vic bleef eveneens een eigen gezelschap verbonden. Het theater ligt in de Zuid-Londense Borough of Lambeth, aan de straat The Cut, waar ook het Young Vic ligt.

## Geschiedenis
Het theater opende in 1818 als het Royal Coburg Theatre, maar werd hernoemd tot Royal Victorian Theater naar de kroonprinses  Victoria. In 1880 werd de naam The Royal Victoria Hall And Coffee Tavern. 'Coffee Tavern' aangezien er geen druppel alcohol werd geschonken. In die tijd stond het al bekend als The Old Vic. Vanaf 1912 werden er voornamelijk toneelstukken van William Shakespeare gespeeld. In 1940 werd het theater zwaar gehavend bij een bombardement. Na een ingrijpende restauratie ging het theater in 1951 weer open.
De Old Vic Theatre Company werd opgericht in 1929 en geleid door John Gielgud. In 1963 werd het gezelschap opgeheven en van 1963 tot 1976 speelde het National Theatre in The Old Vic, in afwachting van hun nieuwe huisvesting naast het Southbank Centre. Van 1977 tot 1981 was het theater de thuisbasis van het toneelgezelschap Prospect Theatre Company. In 2004 werd Kevin Spacey benoemd tot de nieuwe artistieke directeur van de heropgerichte Old Vic Theatre Company. In zijn eerste seizoen regisseerde Spacey onder andere een Engelstalige versie van Cloaca van Maria Goos.

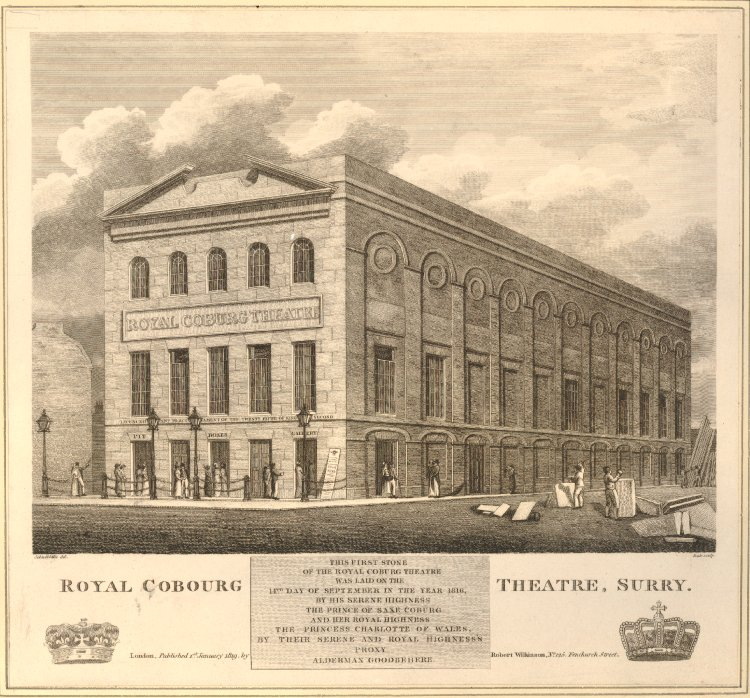
Het theater in 1819
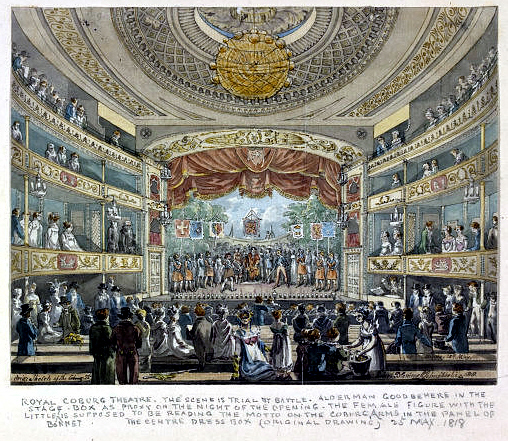
Interieur in 1818
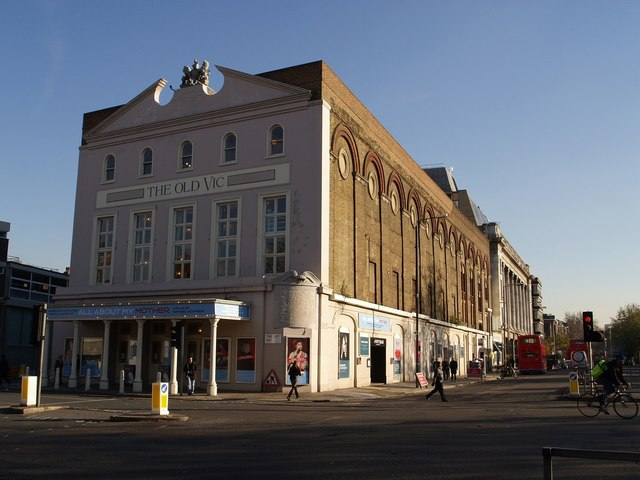
The Old Vic in 2007
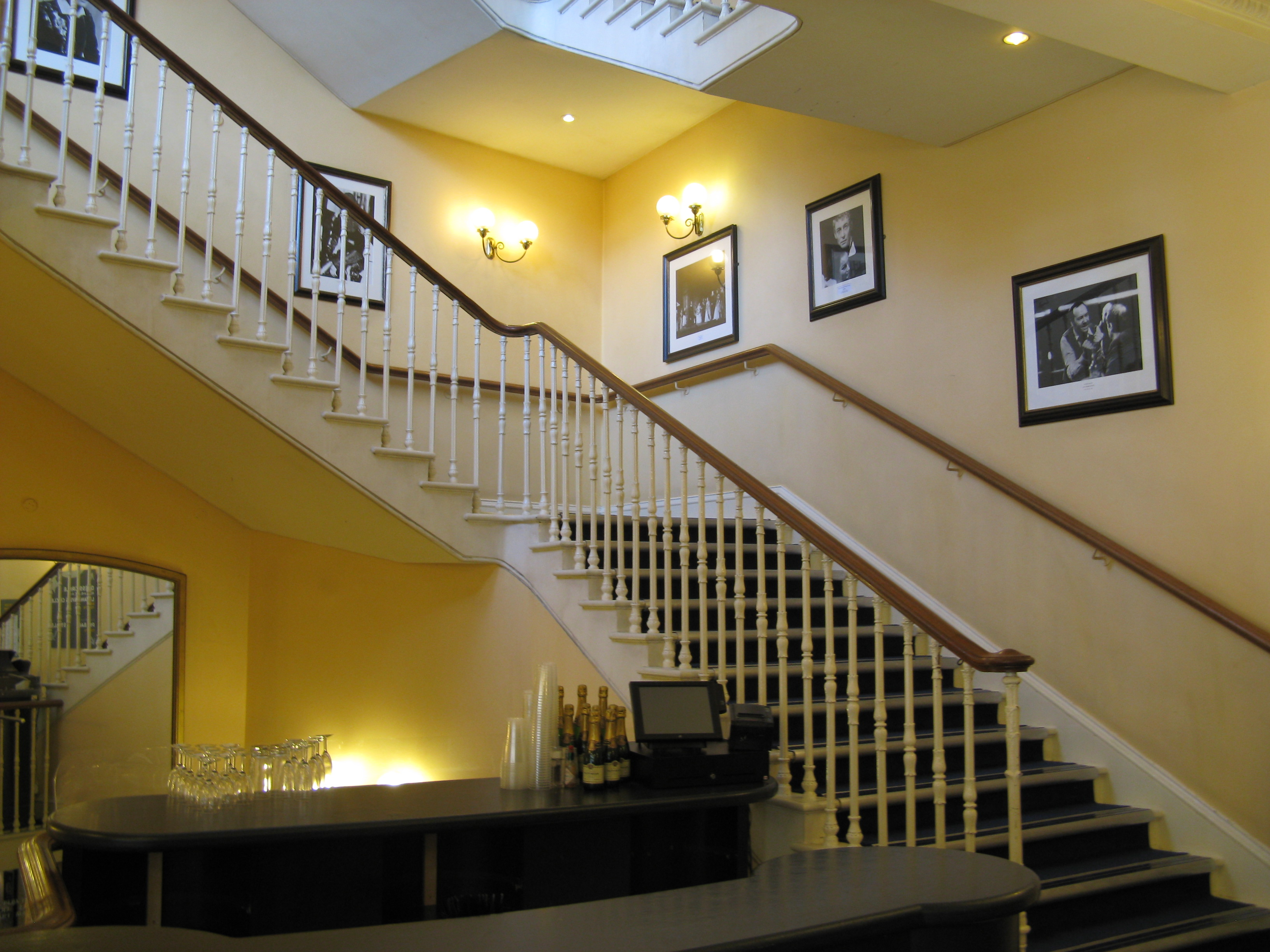
Trappenhuis